# The Utopia Strong
The Utopia Strong — британський електронний гурт, створений у Гластонбері, у 
2018 році. 
Музика гурту була класифікована як електронна музика, психоделічна музика, експериментальна музика, ембієнт.
У 2019 році гурт випустив однойменний дебютний альбом.
у 2022 році вийшов другий альбом, International Treasure.

## Історія
Гурт The Utopia Strong виник з експериментальної імпровізованої сесії в Гластонбері ввечері 2 січня 2018 року.
Стів Девіс, шестиразовий чемпіон світу зі снукеру, був відомим шанувальником прогресивного року, соулу та джаз-фанку. Він запросив французький прогресивний рок-гурт Magma на три вечори з аншлагом у Bloomsbury Theatre, а пізніше став діджеєм у радіошоу Interesting Alternative на Phoenix FM. На концерті Magma, Девіс познайомився з музикантом іранського походження Кавусом Торабі (Kavus Torabi), відомим гітаристом гурту Gong and Cardiacs. Після діджеїнгу на фестивалі в Гластонбері, в 2017 році, Девіс і Торабі познайомилися з Майклом Дж. Йорком з гурту Coil, і вони вирішили створити гурт.

13 вересня 2019 року гурт The Utopia Strong випустив свій однойменний дебютний альбом на лейблі Rocket Recordings. У записі альбому брала участь гостьова вокалістка Кетрін Блейк з гурту Mediæval Bæbes.

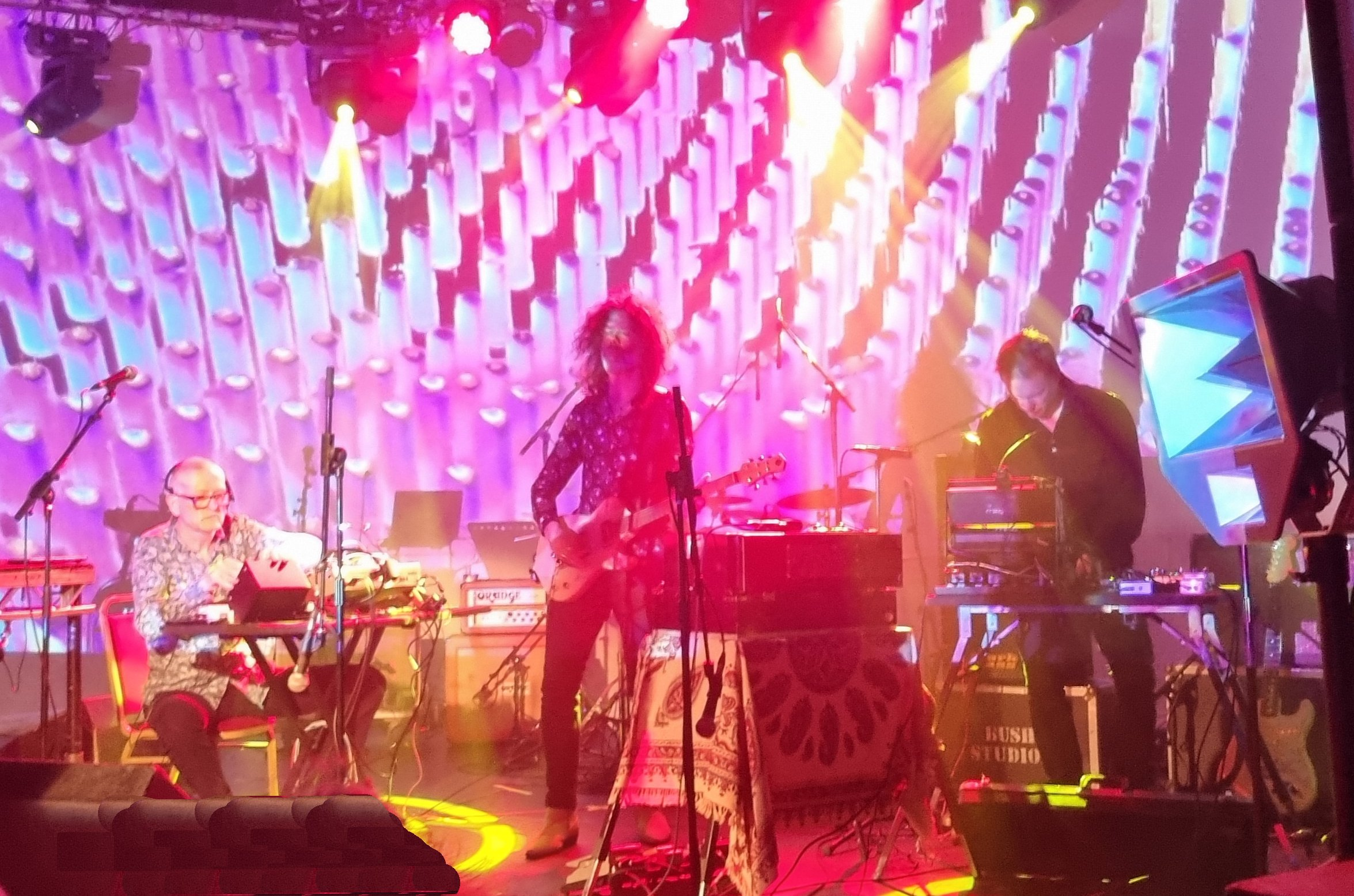
Гурт виступає в Кембриджі в 2023 році.

Другий альбом гурту The Utopia Strong, International Treasure, вийшов у 2022 році. Журнал The Quietus поставив альбом на 25-те місце у своєму чарті альбомів  2022 року.
25 березня 2023 року гурт з'явився у програмі BBC Breakfast.
Гурт The Utopia Strong підтримав британське турне гітариста Стіва Хілліджа у 2023 році, а Кавус Торабі також був учасником бек-гурту Стіва Хілліджа.

## Склад гурту
- Стів Девіс (Steve Davis),
- Кавус Торабі (Kavus Torabi),
- Майкл Дж. Йорк (Michael J. York)

## Дискографія

### Студійні альбоми
- The Utopia Strong (2019)
- International Treasure (2022)

### Живі альбоми
- Alphabet of the Magi (2020)[14]
- Dreamsweeper (2020)[15]
- Ninth Art (2021)[16]
- Gyre (2023)[17]
- The BBC Sessions (2024)[18]

### Сингли
- "Brainsurgeons 3" (2019, The Utopia Strong)[19]
- "Konta Chorus" (2019, The Utopia Strong)[20]
- "Strange Altar" (2019)[21]
- "Shepherdess" (2022, International Treasure)[22]
- "Castalia" (2022, International Treasure)[23]
- "Gatekeeper" (2023, Golden Lion Sounds)[24]
- "Lamp of Glory" (2024, The BBC Sessions)[25]

### Ремікси
- "Rechargeable" (2019, with Snapped Ankles)[26]

### Appearances
- "Harpies" (2023, Rocket Recordings: Launch300)[27][28]